# Педро де ла Роса
Педро Мартінес де ла Роса (ісп. Pedro Martínez de la Rosa) — іспанський автогонщик, який виступав у чемпіонаті Формула-1. Де ла Роса дебютував у 1999 році і домігся найкращого результату в 2006 році — 11 місце в чемпіонаті, старт з четвертого місця і фініш на другому місці в Гран-прі Угорщини. З 2008 року по 2010 рік — голова Асоціації гонщиків Формули-1 (GPDA).